# رابرت جی. والش
رابرت جی. والش (انگلیسی: Robert J. Walsh؛ ‏ ۴ دسامبر ۱۹۴۷ – ۱۷ اکتبر ۲۰۱۸) آهنگساز و موسیقی‌دان اهل ایالات متحده آمریکا بود.
از فیلم‌ها یا مجموعه‌های تلویزیونی که وی در آن‌ها نقش داشته‌است، می‌توان به لپرکان، سرزمین زامبی، کلاغ سیاه و آرامگاه اشاره نمود.